# Austrian Football Division 2 2008
La Austrian Football Division 2 2008 è stata la 5ª edizione del campionato di football americano di terzo livello, organizzato dalla AFBÖ.

## Squadre partecipanti
| Club                 | Città     | Stadio | Sponsor ufficiale | Risultato nella stagione 2007 |
| -------------------- | --------- | ------ | ----------------- | ----------------------------- |
| Amstetten Thunder    | Amstetten |        |                   |                               |
| CNC Gladiators       | Güssing   |        |                   |                               |
| Lower Austria Titans | Vienna    |        |                   |                               |
| Styrian Stallions    | Voitsberg |        |                   |                               |

## Stagione regolare

### Calendario

#### 1ª giornata
| 27 aprile 2008 | Styrian Stallions | 22 – 25 | Lower Austria Titans |  |

| 27 aprile 2008 | CNC Gladiators | 52 – 0 | Amstetten Thunder |  |

#### 2ª giornata
| 10 maggio 2008 | Lower Austria Titans | 20 – 12 | CNC Gladiators |  |

| 10 maggio 2008 | Amstetten Thunder | 13 – 14 | Styrian Stallions |  |

#### 3ª giornata
| 24 maggio 2008 | Amstetten Thunder | 0 – 38 | Lower Austria Titans |  |

| 25 maggio 2008 | Styrian Stallions | 6 – 27 | CNC Gladiators |  |

#### 4ª giornata
| 31 maggio 2008 | Lower Austria Titans | 40 – 0 | Amstetten Thunder |  |

| 1º giugno 2008 | CNC Gladiators | 54 – 14 | Styrian Stallions |  |

#### 5ª giornata
| 14 giugno 2008 | Styrian Stallions | 12 – 8 | Amstetten Thunder |  |

| 15 giugno 2008 | CNC Gladiators | 44 – 21 | Lower Austria Titans |  |

#### 6ª giornata
| 21 giugno 2008 | Lower Austria Titans | 27 – 3 | Styrian Stallions |  |

| 21 giugno 2008 | Amstetten Thunder | 22 – 12 | CNC Gladiators |  |

### Classifica
La classifica della regular season è la seguente:
- PCT = percentuale di vittorie, G = partite giocate, V = partite vinte,  P = partite perse, PF = punti fatti, PS = punti subiti

| Pos. | Squadra              | PCT  | G | V | N | P | PF  | PS  |
| ---- | -------------------- | ---- | - | - | - | - | --- | --- |
| 1    | Lower Austria Titans | .833 | 6 | 5 | 0 | 1 | 171 | 81  |
| 2    | CNC Gladiators       | .667 | 6 | 4 | 0 | 2 | 201 | 83  |
| 3    | Styrian Stallions    | .333 | 6 | 2 | 0 | 4 | 71  | 154 |
| 4    | Amstetten Thunder    | .167 | 6 | 1 | 0 | 5 | 43  | 168 |

## I Iron Bowl
| 5 luglio 2008 | Lower Austria Titans | 7 – 24 | CNC Gladiators |  |

## Verdetti
- CNC Gladiators Vincitori dell'Austrian Football Division 2 2008